# Elecciones legislativas de Colombia de 1962
Las elecciones legislativas de Colombia de 1962 se efectuaron bajo los acuerdos del Frente Nacional. Se trataba de la segunda elección de senadores para un periodo de cuatro años, en las que los escaños de esa corporación se dividían en igual proporción para los partidos liberal y conservador. De igual forma, se eligieron Representantes a la Cámara, Diputados de Asambleas Departamentales y Concejales Municipales para dos años, operando el mismo sistema de paridad.
Dentro de ambas colectividades, sin embargo, participaron grupos organizados de acuerdo a las elecciones presidenciales de ese año. Apoyando a Guillermo León Valencia estaban los liberales oficialistas y los conservadores unionistas (liderados estos últimos por Mariano Ospina Pérez y Gilberto Alzate Avendaño), en la oposición se encontraba el MRL apoyando la candidatura disidente de Alfonso López Michelsen y la recién fundada ANAPO (aun como una alianza de conservadores independientes) que respaldaba el proyecto del expresidente Gustavo Rojas Pinilla.
De acuerdo con las normas políticas vigentes, se eligieron un total de 98 senadores y 184 representantes.

## Resultados
Los escaños del Congreso se distribuyeron de la siguiente forma:

### Partido conservador
| Número        | Corriente     | Escaños Senado | Porcentaje | Escaños Cámara | Porcentaje |
| ------------- | ------------- | -------------- | ---------- | -------------- | ---------- |
| 1             | Unionistas    | 31             | 31.6%      | 50             | 27.2%      |
| 2             | Doctrinarios  | 16             | 16.3%      | 36             | 19.6%      |
| 3             | Anapistas     | 2              | 2.0%       | 6              | 3.3%       |
| Total escaños | Total escaños | 49             | 50%        | 92             | 50%        |

### Partido Liberal
| Número        | Corriente     | Escaños Senado | Porcentaje | Escaños Cámara | Porcentaje |
| ------------- | ------------- | -------------- | ---------- | -------------- | ---------- |
| 1             | Oficialistas  | 37             | 37.8%      | 59             | 32.1%      |
| 2             | MRL           | 12             | 12.3%      | 33             | 18%        |
| Total escaños | Total escaños | 49             | 50%        | 92             | 50%        |

## Fuente
- Dieter Nohlen (Editor), Elections in the Americas. Vol 2: South America. Oxford University Press, 2005